# Лу Цзи
Лу Цзи (кит. упр. 陆机, второе имя — Ши-хэн, 261—303) — китайский поэт. Один из ведущих литераторов и теоретиков литературы в средневековом Китае. Происходил из семьи крупного чиновника. Был ложно обвинён в измене и убит.
Автор более 200 стихотворений, в том числе и поэмы «Вэнь фу» 文賦 — одной из первых китайских поэтик. Эта поэма (один из самых значительных литературно-теоретических памятников раннесредневекового Китая) была переведена на русский язык академиком В. М. Алексеевым под названием «Ода изящному слову». Считается, что Лу Цзи первым применил параллельное построение стиха, которое позднее стало нормой китайской поэзии. Младшим братом Лу Цзи был поэт Лу Юнь (262—303).